# Пивденное (Солонянский район)
Пивденное (укр. Південне) — село, Новомарьевский сельский совет, Солонянский район, Днепропетровская область, Украинская ССР.
Село ликвидировано в 1987 году.
Село находилось на расстоянии в 1 км от села Черниговка.